# راؤول غونزاليس (لاعب كرة قدم مواليد 1968)
راؤول غونزاليس هو لاعب كرة قدم ومدرب كرة قدم كوبي في مركز الدفاع، ولد في 14 فبراير 1968 في سييغو دي افيلا في كوبا. شارك مع منتخب كوبا لكرة القدم.

## وصلات خارجية
- راؤول غونزاليس (لاعب كرة قدم مواليد 1968) على موقع قاعدة بيانات كرة القدم.إي يو (الإنجليزية)
- راؤول غونزاليس (لاعب كرة قدم مواليد 1968) على موقع Soccerway.com (الإنجليزية)